# Jean Béraud

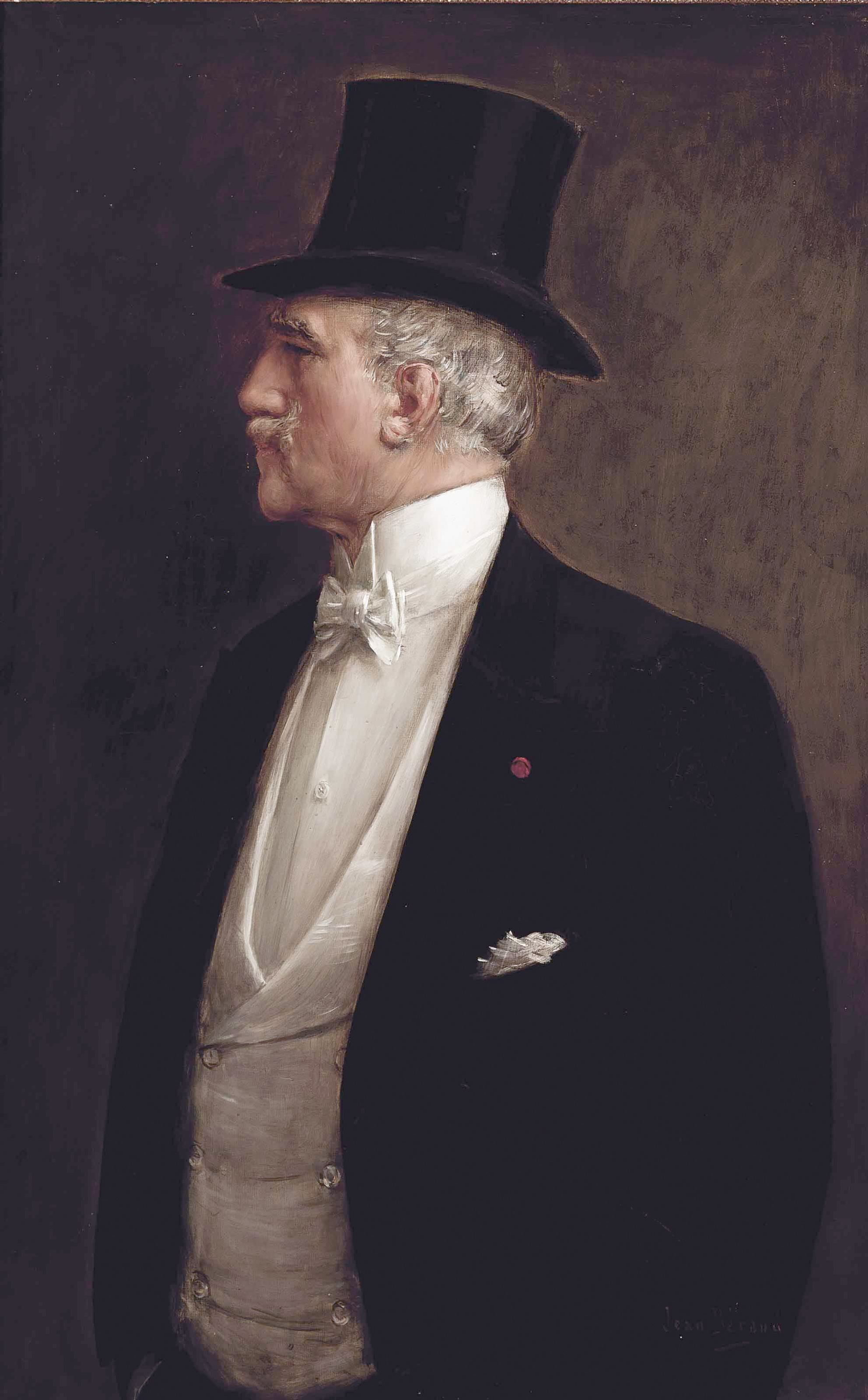
Zelfportret

Jean Béraud (Sint-Petersburg, 12 januari 1849 - Parijs, 4 oktober 1935) was een Franse impressionistische schilder.

## Biografie
Bérauds vader (ook Jean) was beeldhouwer van beroep. Hij was waarschijnlijk aan het werk op de bouwplaats van de Izaäkkathedraal op het moment van de geboorte van zijn zoon. Bérauds moeder heette Geneviève Eugenie Jacquin. Na de dood van Bérauds vader verhuisde het gezin naar Parijs. Béraud werd opgeleid tot jurist tot de bezetting van Parijs tijdens de Frans-Pruisische Oorlog in 1870.
Na de oorlog werd Béraud voor twee jaar leerling van Léon Bonnat aan de École des Beaux Arts. Zijn schilderijen werden voor het eerst in 1872 tentoongesteld in het Salon. Maar hij kreeg pas erkenning in 1876, met zijn Op de terugweg van de begrafenis. Hij exposeerde met de Vereniging van Franse aquarellisten op de Wereldtentoonstelling van 1889 in Parijs. Hij schilderde veel scènes van het Parijse dagelijkse leven tijdens de belle époque in een stijl die zich ergens tussen de academische kunst van het Salon en impressionisme bevond. Béraud werd in 1894 door de Franse regering onderscheiden met een benoeming in het Legioen van Eer.
Bérauds schilderijen bevatten vaak op waarheid gebaseerde humor en een bespotting van het late 19e-eeuwse Parijse leven, samen met frequente verschijningen van Bijbelse figuren in hedendaagse situaties. Zijn schilderijen, zoals Maria Magdalena in het Huis van de Farizeeën, wekten controverse toen deze werden tentoongesteld.
Tegen het einde van de 19e eeuw besteedde Béraud minder tijd aan schilderen, maar hij werkte bij tal van commissies van tentoonstellingen, onder andere de Salon de la Société Nationale die hij, samen met Auguste Rodin, Jean-Louis Ernest Meissonier en Puvis de Chavannes had opgericht.
Béraud is nooit getrouwd en had geen kinderen. Hij is begraven op de begraafplaats van Montparnasse, naast zijn moeder en zijn tweelingzus.

Galerij
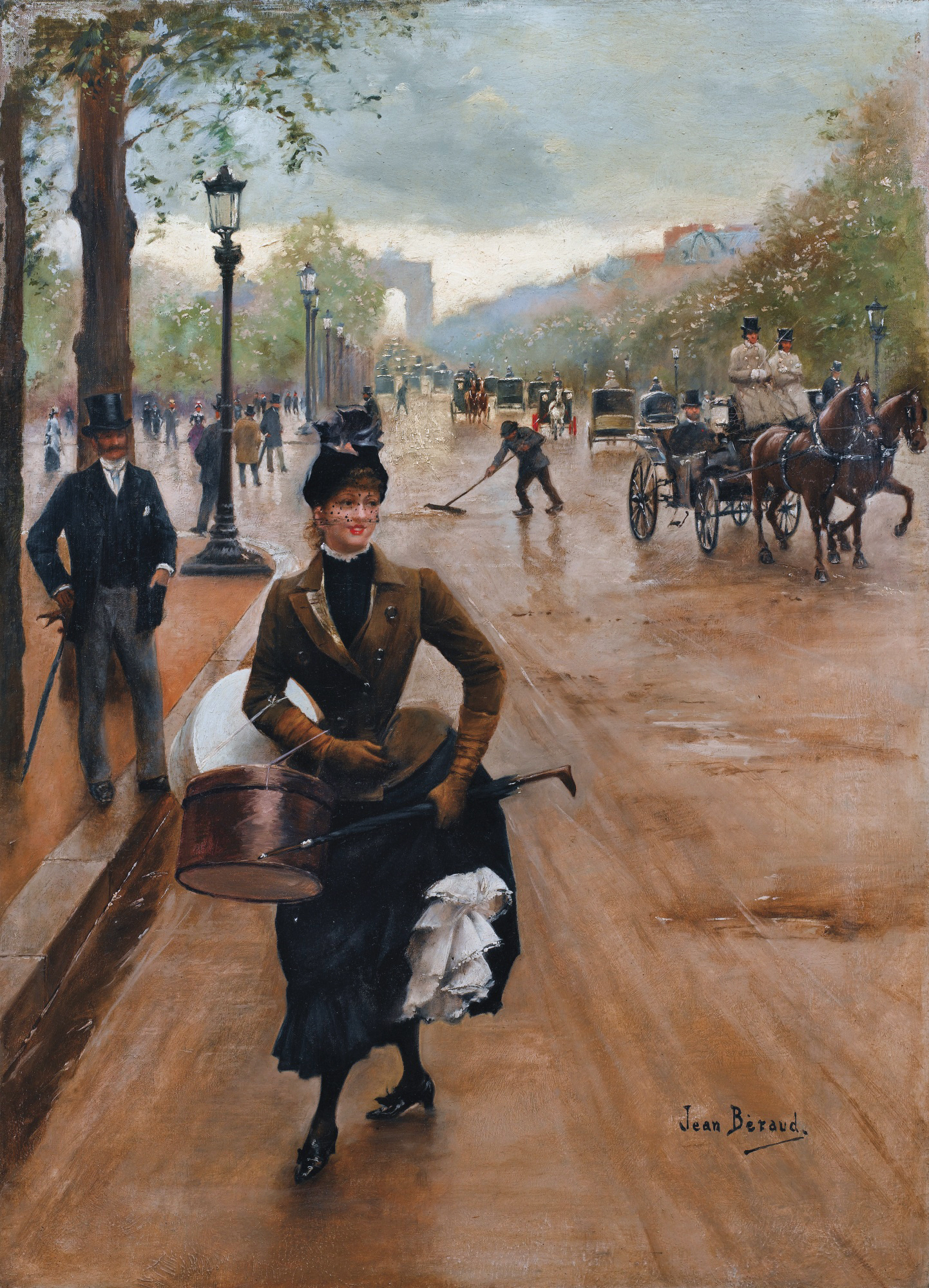
De modiste op de Champs Elysées (private collectie)
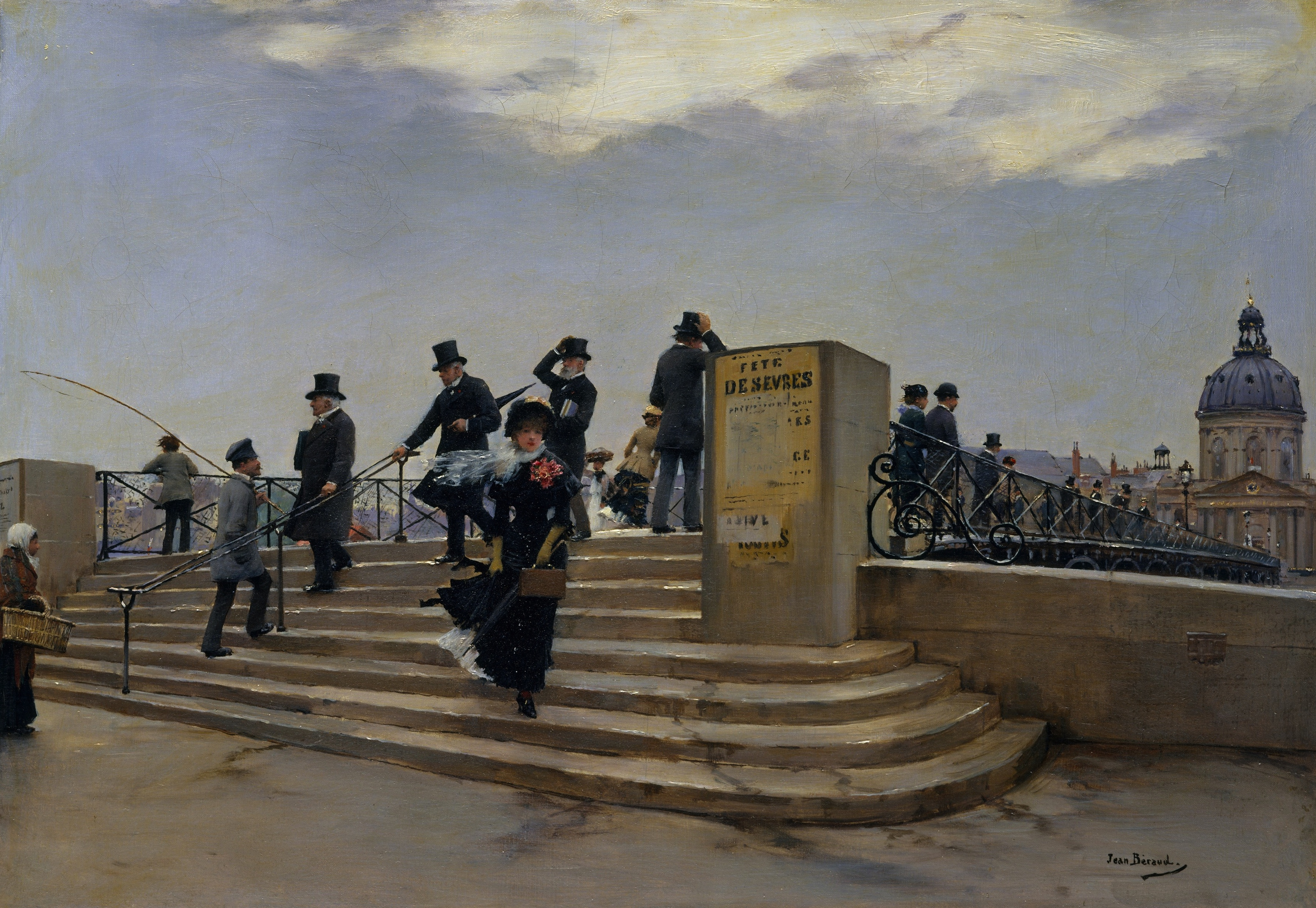
Een winderige dag op de Pont des Arts, 1880-1881 (Metropolitan Museum of Art
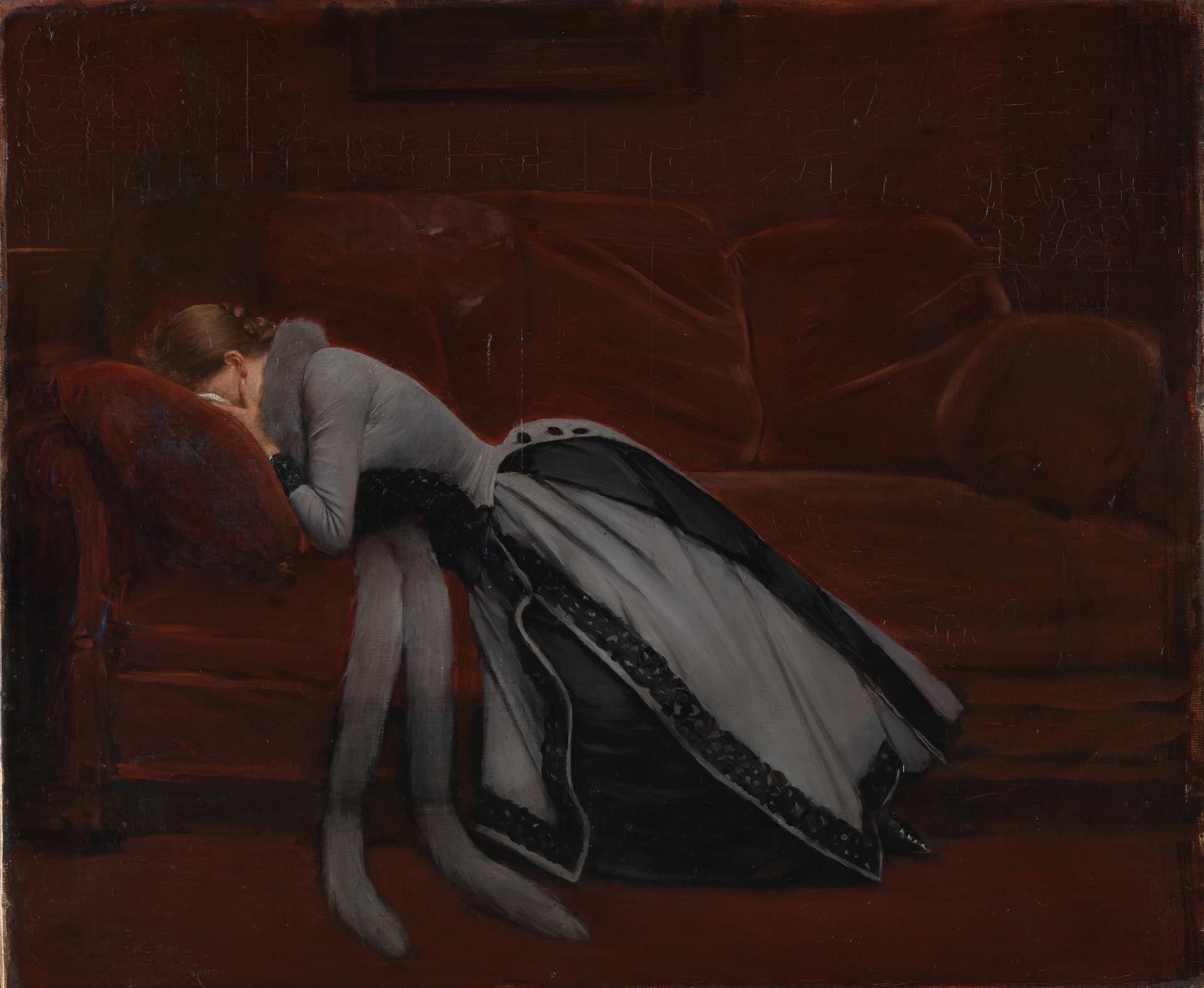
Après la faute (National Gallery (Londen)